# Diogenes Club
The Diogenes Club é um clube presente em algumas histórias de Sherlock Holmes escritas por Sir Arthur Conan Doyle, principalmente "O intérprete grego".
O clube, fundado em parte pelo irmão de Sherlock Holmes, Mycroft Holmes, é um lugar aonde os homens podem ir e onde podem ler sem serem incomodados ou distraídos. A regra número 1 é que não há conversa, apenas na sala de visitas e, mesmo lá elas não são bem vistas.
Hoje, The Diogenes Club também é uma organização sherlockiana dos Estados Unidos. A The Diogenes Club Dallas reúne-se no primeiro domingo de todos os meses da uma às três da tarde. Para fazer parte dessas reuniões é necessário inscrever-se na associação.